# Fenylhydrazine
Fenylhydrazine is een organische verbinding met als brutoformule C6H8N2 (meestal afgekort tot PhNHNH2). Het is een toxische kleurloze tot gele olieachtige vloeistof, die bij contact met lucht en licht donkerrood tot bruin wordt door oxidatie.
Fenylhydrazine is het eerste hydrazine dat werd gesynthetiseerd. Hermann Emil Fischer voerde in 1875 een reactie van diazoniumzout met een sulfietzout uit, waardoor fenylhydrazine werd gevormd.

## Synthese
Fenylhydrazine wordt gesynthetiseerd in 2 stappen. Eerst wordt aniline geoxideerd met natriumnitriet in zoutzuur, zodat een diazoniumzout wordt gevormd. Dit zout wordt vervolgens gereduceerd met natriumsulfiet in de aanwezigheid van natriumhydroxide, waardoor er uiteindelijk fenylhydrazine wordt gevormd.

## Toxicologie en veiligheid
De stof ontleedt bij verhitting en bij verbranding, met vorming van giftige dampen van onder andere stikstofoxides. Fenylhydrazine reageert met oxiderende stoffen en vooral met lood(IV)oxide. De stof is ook giftig voor waterorganismen.